# واين ميلر
واين ميلر (بالإنجليزية: Wayne Miller)‏ هو مترجم وكاتب وشاعر أمريكي، ولد في 10 يناير 1976 في سينسيناتي في الولايات المتحدة.

## وصلات خارجية
- الموقع الرسمي